# Plebicula caeruleonivescens
Plebicula caeruleonivescens är en fjärilsart som beskrevs av Ruggero Verity 1927. Plebicula caeruleonivescens ingår i släktet Plebicula och familjen juvelvingar. Inga underarter finns listade i Catalogue of Life.